# Уорк, Джо
Джо́ Уорк (англ. Joe Wark; 9 октября 1947, Глазго — 1 октября 2015) — шотландский футболист, играл на позиции левого защитника.

## Биография

### Игровая карьера
Уорк дебютировал за «Мотеруэлл» в матче против «Транмир Роверс», в котором спустя 3 минуты сменил вратаря своей команды Кейта Макрея. Последующие 87 минут своего дебютного матча он отыграл на позиции вратаря, а «Мотеруэлл» выиграл со счётом 2:0. Последующие 16 сезонов Уорк играл за «Мотеруэлл», в составе которого сыграл в чемпионате Шотландии 459 матчей и забил 14 голов. В этом же клубе завершил карьеру в возрасте 36 лет.

### Смерть
Скончался 1 октября 2015 года в возрасте 67 лет.